# NGC 2524
NGC 2524 (другие обозначения — UGC 4234, MCG 7-17-16, ZWG 207.34, PGC 22838) — линзовидная галактика в созвездии Рыси. Открыта Эдуардом Стефаном в 1877 году.
Этот объект входит в число перечисленных в оригинальной редакции «Нового общего каталога».
Галактика NGC 2524 входит в состав группы галактик NGC 2415. Помимо NGC 2524 в группу также входят NGC 2415, NGC 2444, NGC 2445, NGC 2476, NGC 2493, NGC 2528, UGC 3937 и UGC 3944.